# Гебхард VI фон Мансфелд
Гебхард VI фон Мансфелд (на немски: Gebhard VI von Mansfeld; * 1429; † 20 септември 1492) е граф на Мансфелд-Кверфурт.
Той е син на граф Гебхард V фон Мансфелд († 1433) и съпругата му Урсула фон Шварцбург-Вахсенбург († 1461). Внук е на граф Гюнтер I фон Мансфелд (II) (1360 – 1412) и съпругата му графиня Елизабет фон Хонщайн-Клетенберг († сл. 1412).
През 1482/1484 г. той купува за 18 000 рейнски гулдена господството Хелдрунген от граф Йохан I фон Хонщайн.

## Фамилия
Гебхард VI се жени преди 7 май 1457 г. за Аделхайд фон Олденбург (* ок. 1429; † сл. 21 декември 1492), вдовица на граф Ернст III фон Хонщайн († 1454 на турнир), дъщеря на граф Дитрих фон Олденбург (1390 – 1440) и втората му съпруга Хайлвиг фон Холщайн (1400 – 1436). Тя е сестра на Кристиан I (1426 – 1481), от 1448 г. крал на Дания, Норвегия и Швеция. Те имат децата:
- Филип граф фон Мансфелд († 1474?/пр. 1492)
- Маргарета фон Мансфелд (* 1450/1458; † 20 февруари 1531), омъжена I. 1475 г. за граф Ернст I фон Мансфелд-Хинтерорт (1445 – 1486), родители на Албрехт VII фон Мансфелд; и II. за Хайнрих XXIII фон Вайда Млади (ок. 1450 – 1531), син на фогт Хайнрих XXI фон Вайда († 1465) и Агнес Шенк фон Ландсберг († 1488)
- Катарина фон Мансфелд († 1484)